# Mochlus fernandi
Mochlus fernandi (сцинк вогняний) — вид сцинкоподібних ящірок родини сцинкових (Scincidae). Мешкає в Західній і Центральній Африці.

## Опис
Mochlus fernandi — великий сцинк, довжина якого без врахування хвоста становить 17-18 см, а враховуючи хвіст — 37-38 мм, іноді до 40 мм. Зіниці округлі, слухові отвори більші за ніздрі. Луски на сині кілеподібні, а на животі дуже гладкі. 4 кінцівки відносно короткі, на кожній по 5 пальців. Найбільш характерною рисою цього сцинка є його яскраве забарвлення — верхня частина тіла золотисто-коричнева, а боки червоно-чорні з кількома сріблясто-білими плямами. Лапи темно-коричневі або чорнуваті, нижня частина тіла біла. Самці є дещо більшими і яскравішими за самиць, голова у них більш пласка, а щелепи ширші.

## Підвиди
- Mochlus fernandi fernandi (Burton, 1836) — Нігерія, захід Центральної Африки;
- Mochlus fernandi harlani (Hallowell, 1845) — Західна Африка.

Mochlus hinkeli і Mochlus striatus раніше вважалися конспецифічними з Mochlus fernandi, однак були визнані окремими видами.

## Поширення і екологія
Mochlus fernandi мешкають в Гвінеї, Сьєрра-Леоне, Ліберії, Кот-д'Івуарі, Гані, Того, Нігерії, Камеруні, Республіці Конго, Демократичній Республіці Конго, Габоні та на острові Біоко в Екваторіальній Гвінеї. Вони живуть у вологих тропічних лісах, серед опалого листя і хмизу. Зустрвічаються на висоті до 1200 м над рівнем моря. Ведуть наземний спосіб життя, ховаються в норі і серед коріння, іноді зариваються у вологих ґрунт. Переважно активні в присмерках. Живляться комахами, їх личинками та іншими безхребетними. Самиці відкладають від 5 до 9 яєць.